# Major général (Australie)
Pour les articles homonymes, voir Major général.
Major général (en abrégé MAJ GEN) est un grade supérieur de l'armée australienne créé comme un équivalent direct du grade militaire britannique de major général. Il s'agit du troisième grade actif le plus élevé de l'armée australienne (le grade de Field marshal n'étant détenu par aucun officier actuellement en service) et est considéré comme équivalent à un grade deux étoiles. Un major général commande une division ou l'équivalent.
Le major général a un grade supérieur à celui de brigadier, mais inférieur à celui de lieutenant général. Le major général est l'équivalent du contre-amiral dans la Royal Australian Navy et du vice-maréchal de l'air dans la Royal Australian Air Force.
L'insigne d'un général de division est l'étoile de l'Ordre du Bain (bien que l'adhésion à l'Ordre ne soit plus décernée aux Australiens), au-dessus d'une épée et d'un bâton mamelouk croisés.